# Strymon gabatha
Strymon gabatha is een vlinder uit de familie van de Lycaenidae. De wetenschappelijke naam van de soort werd als Thecla gabatha in 1870 gepubliceerd door William Chapman Hewitson.

## Synoniemen
- Thecla balius Godman & Salvin, 1887
- Strymon alexandra Johnson & Kroenlein, 1993
- Strymon alicia Salazar, Vélez & Johnson, 1997